# 百年星舰
百年星舰（英語：100 Year Starship，简称）是美国國防高等研究計劃署（DARPA）与美国国家航空航天局（NASA）合作的一项星际旅行计划。该计划于2012年1月启动，目标是未来一百年内使人类能够进行恒星际旅行。该计划的第一个目标是火星，或是火星的两个卫星。被认为是1970年代英国代达罗斯计划的延续。
由首位黑人女航天员梅·杰米森担任主席的多萝西·杰米森基金会（Dorothy Jemison Foundation for Excellence）正领导研究这一计划。与其合作的还有非營利组织伊卡洛斯星际（Icarus Interstellar）以及企业发展基金会（Foundation for Enterprise Development）。
预计在2030年，美国将把4名宇航员送上火星。飞行约需9个月，最快也需耗时4个月。NASA从2010年11月开始为百年星舰计划招募去火星的志愿宇航员。

## 資金
在NASA阿姆斯研究中心的一同支援下，國防高等研究計劃署（DARPA）是主要的贊助機構。到目前為止，DARPA和美國太空總署已分別貢獻了一百萬美元和十萬美元的資金。